# Манфред V (маркграф Салуццо)
Манфредо V (итал. Manfredo V di Saluzzo; ок. 1315 − 1389/1392) — сеньор ди Карде, ди Мулаццано и ди Карманьола, маркиз Салуццо в 1341—1346 годах.

## Биография
Сын Манфредо IV ди Салуццо и его второй жены Изабеллы Дориа. У них был сын того же имени Манфредо — первенец, но он умер в раннем детском возрасте.
Под влиянием молодой супруги маркиз в 1323 году назначил своим наследником не Федерико — старшего сына от первой жены — Беатрисы Штауфен, а Манфредо V.
Это его решение вызвало войну между братьями, начавшуюся в 1330 году.
Арбитражное решение вынес граф Савойи 29 июля 1332 года. Согласно ему законным наследником признавался Федерико. Однако тот умер в 1336 году, и Манфредо V возобновил свои притязания. Заручившись поддержкой короля Роберта Неаполитанского, он собрал армию, вторгся в маркизат и захватил столицу — город Салуццо. Его союзник князь Пьемонта взял в плен Томмазо — сына маркиза Федерико.
Манфредо V получил инвеституру императора Карла IV и правил в Салуццо с 1341 по 1346 год. После смерти своего покровителя — короля Роберта Неаполитанского в 1343 году, он был вынужден уступить трон племяннику (27 марта 1344, затем восстановлен 13 мая 1344, окончательно — в 1346 году).
В 1357 году снова предъявил свои права на Салуццо и в качестве отступного получил несколько сеньорий.
Дата смерти, указанная во многих источниках — 1389/1392, является спорной. Возможно, он умер раньше.

## Семья
Жена (1333) — Элеонора Савойская (ум. 1350) — дочь Филиппа Савойского, принца Ахайи. Восемь детей, в их числе:
- Угонино (ум. до 1389), сеньор ди Карде э Пиоццо
- Антонио (ум. 1401), епископ Милана.
- Галеаццо, сеньор Фарильяно.

Основанный Манфредо V род сеньоров де Карде существовал до 1793 года.